# Nhóm ngôn ngữ Melanesia
Các ngôn ngữ Melanesia là một thuật ngữ lỗi thời trong ngôn ngữ học, đề cập đến các ngôn ngữ thuộc ngữ hệ Nam Đảo ở vùng Melanesia: đó là châu Đại dương (Oceanic), đông Malayo-Polynesia, hoặc các ngôn ngữ trung - đông Malayo-Polynesia tách biệt với Polynesia và Micronesia. Một phân loại điển hình của các ngôn ngữ Nam Đảo cỡ 1970 chia chúng thành một cái gì đó giống như các ngành sau đây:
- Ngôn ngữ Formosa (Bắc)
- Tây Malayo-Polynesia
- Đông Malayo-Polynesia
  - Ngôn ngữ Melanesia (gồm cả Tiếng Fiji)
  - Họ ngôn ngữ Micronesia
  - Họ ngôn ngữ Polynesia

Điều rõ ràng là ngôn ngữ Melanesia không tạo thành một nút phả hệ, nên tốt nhất là xếp vào cận ngành, và rất có thể là đa ngành; giống như "ngôn ngữ Papua", thuật ngữ này hiện được sử dụng như là một sự tiện lợi, và đôi khi được đặt trong dấu ngoặc kép. Ngôn ngữ Melanesia cũng như các ngôn ngữ trung & đông Malayo-Polynesia là tương tự nhau, và bị các ngôn ngữ Nam Đảo tác động, như với các họ ngôn ngữ Papua khác.

## Các ngôn ngữMelanesia
Hầu hết các ngôn ngữ của Melanesia là thành viên của ngữ hệ Nam Đảo hay Papua. Hiện có đến 1.319 ngôn ngữ ở Melanesia, rải rác trên một vùng đất nhỏ. Tỷ lệ mỗi 716 km² một ngôn ngữ là tỷ lệ dày đặc nhất của số ngôn ngữ ở trái đất, gần gấp ba lần dày đặc như ở Nigeria, một đất nước nổi tiếng với số lượng cao của ngôn ngữ trong một khu vực nhỏ gọn.
Ngoài số lượng lớn các ngôn ngữ bản địa, cũng có một số tiếng bồi và thổ ngữ. Đáng chú ý nhất trong số này là Tok Pisin, Hiri Motu, Solomon Islands Pijin, Bislama, và Papua Malay.